# Антон Митров (спортист)
Антон Владимиров Митров, известен като Бате Тони, е български плувец, републикански шампион за юноши по плуване на 100 метра бруст през 1957 година. Става заслужил треньор и майстор на спорта.
Сред неговите възпитаници са Цветан Голомеев, Соня Дангалакова, Петко Главинов и Николай Петров, както и волейболистът Димо Тонев. Обявен за треньор на ХХ век на Област Пазарджик.
На 26 октомври 2006 година Митров е удостоен със званието „Почетен гражданин“ на град Велинград за неговия принос в развитието на плуването.
Умира на 25 октомври 2010 г.